# Kiparske tehnike
Kiparske tehnike ili tehnike prostorno - plastičkog oblikovanja su svi materijali i način njihove upotrebe pri oblikovanju nekog skulpturalnog (kiparskog) djela. 
Tehnički kiparska ostvarenja dijelimo u tri grupe:
- djela koja umjetnik oblikuje sam, od skiciranja do konačne izvedbe (klesanjem, modeliranjem ili konstrukcijom)
- umjetnik djelo izrađuje do određenog stupnja sam, a za konačan izgled potreban je tehnološki postupak ili pomoćnici (npr. klesari)
- umjetnik izradi samo model, a pravi oblik djelo dobiva lijevanjem

Dva su osnovna načina kako nastaju kiparski oblici: modeliranjem i klesanjem (tesanjem).
Modeliranje je npr. kada kipar bezobličnu masu gline modelira (oblikuje) rukom, pritiskivanjem ili razvlačenjem, dodavanjem ili oduzimanjem. Kada se glina osuši ili ispeče, skulptura se stvrdne i dobiva konačni oblik koji se može umnožiti (npr. u bronci) ako po njemu napravimo kalup. Modelirati kipar može i u nizu drugih tvari: papiru, kartonu, metalnom limu, sintetičkim materijalima, staklu (lijevanjem), čeliku i dr.
Klesanje ili tesanje podrazumijeva da se iz većeg volumena građe – drva, kamena, mramora, gipsa – odlamanjem, odsijecanjem, ili klesanjem oblikuje manja željena forma. 
Aristotel: "… kao da je oblik bio zarobljen, utopljen u masu, a kipar ga je oslobodio odstranjujući suvišnu, vanjsku oblogu …"

## Kiparski materijali i tehnike
- Glina
- Glinamol
- Vosak
- Gips
- Bronca
- Drvo
- Kamen
- Žica
- Staklo
- Bjelokost
- Lim, aluminijska i bakrena folija
- Papir - plastika
- Kaširana papir-plastika (papir-maše)
- Plastika
- Bitumen i drugi materijali
- Kombinirana tehnika (razni materijali)
- Inkrustacija
- Asamblaž